# Abraximorpha
Abraximorpha is een geslacht van vlinders van de familie dikkopjes (Hesperiidae), uit de onderfamilie Pyrginae.

## Soorten
- A. davidii (Mabille, 1876)
- A. heringi Mell, 1922